# Australian Provincial Championship 2006
El Australian Provincial Championship (Campeonato Provincial Australiano) de 2006 fue la primera y única edición del torneo profesional de rugby entre franquicias del Súper Rugby de Australia.
El equipo de Brumbies se coronó como campeón luego de vencer 42 a 27 a Queensland Reds en la final.

## Sistema de disputa
El torneo se disputó en formato liga donde se enfrentaron todos contra todos.
Los dos primeros de la tabla general clasifican a la final.

### Posiciones
| Pos. | Equipo          | Encuentros | Encuentros | Encuentros | Encuentros | Tantos | Tantos | Tantos | PB | PB | Puntos |
| Pos. | Equipo          | PJ         | PG         | PE         | PP         | F      | C      | Dif    | BO | BD | Puntos |
| ---- | --------------- | ---------- | ---------- | ---------- | ---------- | ------ | ------ | ------ | -- | -- | ------ |
| 1    | Brumbies        | 3          | 2          | 0          | 1          | 58     | 43     | +15    | 0  | 1  | 9      |
| 2    | Queensland Reds | 3          | 2          | 0          | 1          | 65     | 68     | -3     | 1  | 0  | 9      |
| 3    | Western Force   | 3          | 1          | 0          | 2          | 75     | 72     | +3     | 2  | 0  | 6      |
| 4    | Waratahs        | 3          | 1          | 0          | 2          | 71     | 86     | -15    | 1  | 1  | 6      |

|  | Finalistas. |

## Resultados
| 8 de septiembre | Brumbies | 14 - 13 | Waratahs |  |  |

| 9 de septiembre | Queensland Reds | 6 - 32 | Western Force |  |  |

| 15 de septiembre | Brumbies | 25 - 10 | Western Force |  |  |

| 17 de septiembre | Waratahs | 17 - 39 | Queensland Reds |  |  |

| 23 de septiembre | Queensland Reds | 20 - 19 | Brumbies |  |  |

| 23 de septiembre | Waratahs | 41 - 33 | Western Force |  |  |

### Final
| 29 de septiembre | Brumbies | 42 - 17 | Queensland Reds | Viking Park, Canberra |  |

| Bandera de Australia |
| Campeón Brumbies     |
| Primer título        |